# Retroacrônimo
Retroacrônimo (português brasileiro) ou retroacrónimo (português europeu) é um tipo de acrônimo que transforma um acrônimo já existente em uma palavra ou frase. Por exemplo: O acrônimo «ARPA» foi criado a partir da palavra «Advanced Research Projects Agency». Posteriormente foi criado o retroacrônimo «Address and Routing Parameters Area».

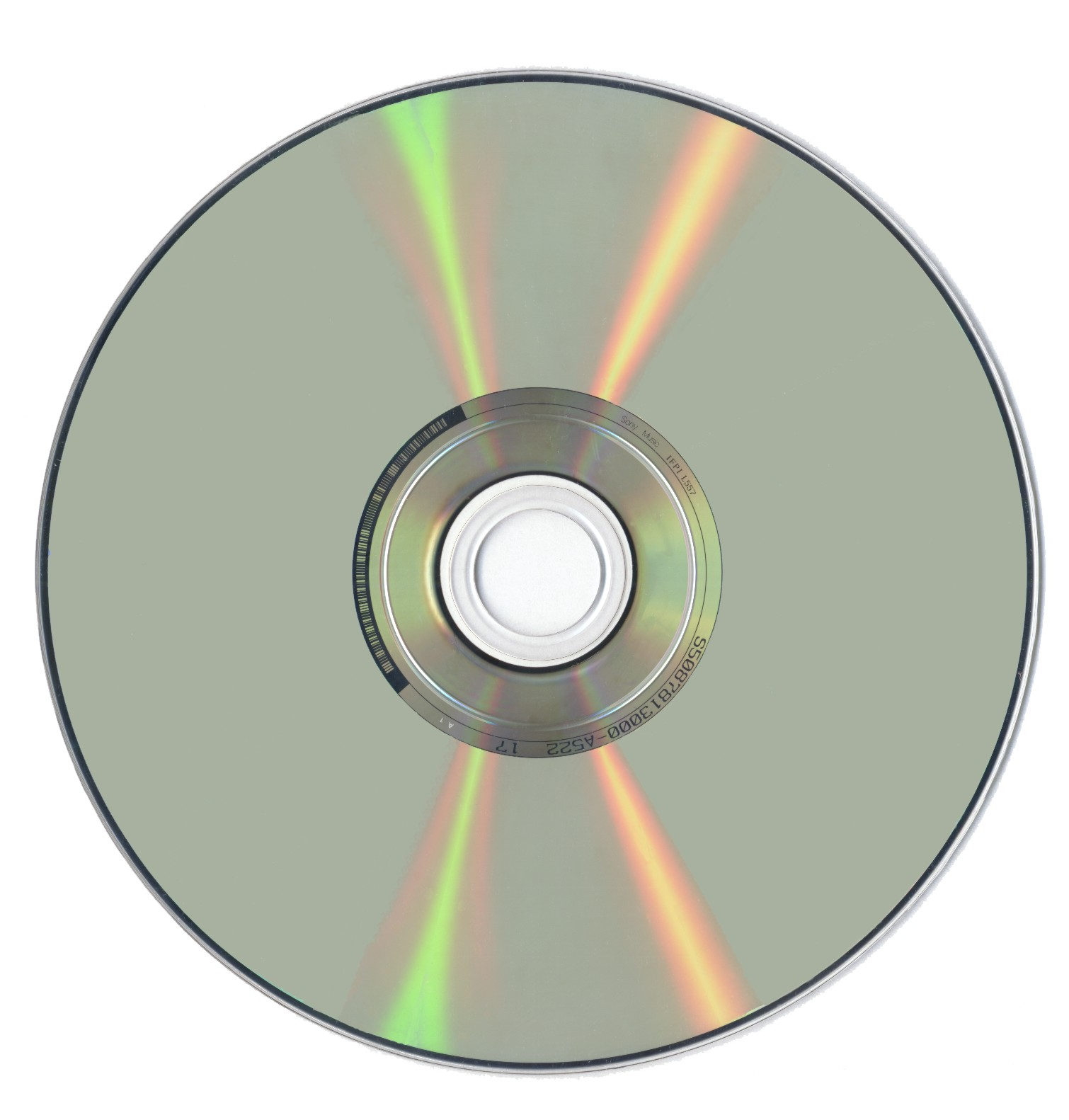
O DVD é um bom exemplo de um retroacrônimo. A sigla foi criada a partir do acrônimo da palavra "Digital Video Disc". Mais tarde foi criado o retroacrônimo "Digital Versatile Disc", que é mais usado atualmente.

Também é chamado de retroacrônimo a frase criada em cima de uma sigla. Por exemplo: A sigla Yahoo! foi criada em 1994, por Yang, inspirado no povo Yahoo, rude e imperfeito, inventado por Jonathan Swift na obra As viagens de Gulliver. Posteriormente, desta palavra criou-se a expressão inglesa "Yet Another Hierarchical Officious Oracle". Esta expressão passou a ser assim um retroacrônimo da sigla Yahoo!
Retroacrônimo é um neologismo derivado da palavra inglesa «backronym», que combina "back" (retroativo) e "acronym" (acrônimo), e que foi cunhada no ano de 1983.

## Exemplos
- DVD: O DVD é um acrônimo criado a partir das palavras "Digital Video Disc". Mais tarde foi criado o retroacrônimo "Digital Versatile Disc", que é mais aceito e usado atualmente.
- Yahoo!: O nome da empresa foi criada em 1994, por Yang, inspirado no povo Yahoo, rude e imperfeito, inventado por Jonathan Swift na obra As viagens de Gulliver. Yahoo é também um retroacrônimo da expressão inglesa "Yet Another Hierarchical Officious Oracle".[1]
- Juno (sonda espacial): A sonda espacial enviada ao planeta Júpiter recebeu este nome em homenagem à deusa romana que era esposa de Júpiter. Mais tarde, foi criado o retroacrônimo "JUpiter Near-polar Orbiter" para referir-se a ela.
- Banda Stryper: O nome da banda é uma referência à palavra "stripes", do verso 5 do Capítulo 53 do livro bíblico de Isaías. Esta referência bíblica (Isaías 53:5) também faz parte do logotipo da banda, provando que de fato o nome da banda teve essa origem. Posteriormente, o baterista Robert Sweet criou um retroacrônimo para o nome da banda. O retroacrônimo criado foi: Salvation Through Redemption, Yielding Peace, Encouragement and Righteousness (Em português: "Salvação Através de Redenção, Trazendo Paz, Encorajamento e Retidão").[3]
- Grupo musical BTS: O nome do grupo sul-coreano de k-pop BTS surgiu como um acrônimo para Bangtan Sonyeondan ("escoteiros à prova de balas", em tradução livre). Posteriormente, com a ascensão do grupo no ocidente, passaram a adotar o retroacrônimo Beyond The Scene, atribuindo um novo significado à sigla e adquirindo uma nova identidade artística.[4]